# Pahlavidynastin

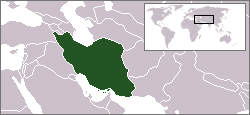
Karta över Iran under Pahlavidynastin

Pahlavidynastin (persiska: دودمان پهلوی) var en iransk kejsardynasti som härstammar från bergslandskapet Savadkuh i de Hyrkaniska skogarna i norra Iran och som regerade från Reza Pahlavis kröning 1925 tills Mohammad Reza Pahlavi störtades i den iranska revolutionen 1979. Dynastin avlöste qajarerna och dess kollaps markerade slutet för Irans uråldriga tradition som monarki, Kejsardömet Iran vilket grundades av Kyros den store 559 f.Kr.. 
Dynastinamnet Pahlavi anknyter till namnet på det medelpersiska bokspråket i sasanidernas Iran. Pahlavi betyder ordagrant "från hjältar" och är besläktat med ordet pahlavān (hjälte).

## Reza Pahlavi
Qajarerna störtades i en statskupp som genomfördes 1921 av politikern och journalisten Zia od-din Tabatabai med stöd av persiska kosackbrigadens ledare Reza Khan. Tabatabai tillträdde som premiärminister och Reza Khan blev krigsminister. Reza Khan ville utropa republik efter den turkiske presidenten Mustafa Kemal Atatürk mönster, men mötte motstånd både från qajararistokratin och från mullorna. 1925 kröntes Reza Khan till shah och tog namnet Pahlavi. 
Under Pahlavidynastin moderniserades Iran och landet blev en viktig aktör i internationell politik. Kulturen sekulariserades och kvinnor blev för första gången (sedan antiken) aktiva deltagare i samhällslivet. Reza Pahlavi genomförde centralisering av statsförvaltningen och grundade ett modernt domstolsväsende, sjukhusväsende och skolväsende. Han lät också bygga den transiranska järnvägen. Han öppnade landets första moderna universitet och alla iranier fick registrerade efternamn. Akademien för persiskt språk och litteratur rensade det persiska språket på arabiska och turkiska lånord. Landet bytte internationellt namn från Persien till Iran den 21 mars 1935. Namnet Iran är historiskt sett det korrekta namnet eftersom Persien bara utgör en liten del av södra Iran, nämligen provinsen Fars.
Under andra världskriget behöll Iran sin neutralitet men de allierade valde att invadera landet och tvingade Reza Pahlavi i landsflykt. Brittiska imperiet och Sovjetunionen ville få kontroll över den transiranska järnvägen och säkra tillförseln av iransk olja till den brittiska örlogsflottan Royal Navy. De anklagade Reza Shah för att vara tyskvänlig och tvingade honom att abdikera till förmån för sin son Mohammad Reza Pahlavi som var landets shah fram till den iranska revolutionen 1979.

## Mohammad Reza Pahlavi

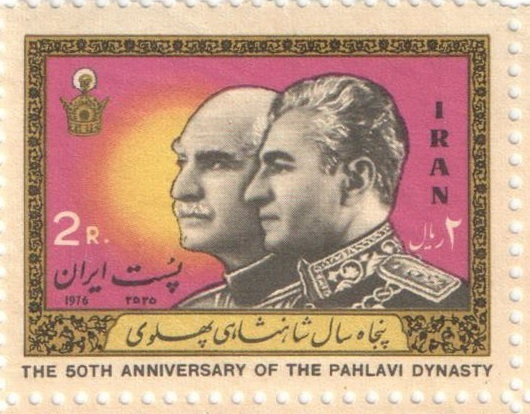
Iranskt frimärke från 1976 hyllar Pahlavidynastins 50-årsjubileum

Mohammad Reza Pahlavi fortsatte modernisera Iran i sin fars anda. Från och med 1960-talet genomförde han en rad samhällsreformer, bland andra en jordreform, gav kvinnor rösträtt, inledde alfabetiseringskampanjer och så vidare. Mohammad Reza Pahlavi hade som mål att göra Iran till en mönsternation. Under hans tid som shah förbättrades levnadsstandarden i landet avsevärt och likaså den sociala och politiska medvetenheten. Han kröntes 1967 till shahanshah (konungarnas kung) och lät 1971 fira det persiska imperiets 2500-årsjubileum. Han störtades 1979, då landet övergick från att vara ett kungadöme till att bli en religiös diktatur.

## Statsideologi
Under Pahlavidynastin kännetecknades den officiella statsideologin av social modernism, sekularism och nationalism. Man  upphöjde det persiska rikets ärorika förflutna och lyfte fram inhemsk folkkultur och konst. Mohammad Reza Pahlavi titulerades som Āryāmehr (”Ariernas ljus”) och betraktade sig som en modern arvtagare till Kyros den store och Dareios den store.

## Kultur
Den iranska drottningen Farah Pahlavi var beskyddare och mecenat åt kulturen. Hon var ansvarig för den uppmärksammade Shirazfestivalen som samlade konstnärer och musiker från hela världen till årliga föreställningar och konserter. Hon såg också till att Teherans museum för modern konst köpte in verk av framstående iranska och utländska konstnärer. Detta museum har idag en unik samling modern konst.
Under Pahlavidynastin grundades också landets främsta biografer och teatrar, såsom Rudakihallen (Tālār-e Rudaki) och Stadsteatern (Te’ātr-e Shahr) i Teheran.

## Pahlavidynastins symboler

Heraldiskt vapen
Pahlavikronan
Lejonet och solen med krona och svärd
Irans flagga före 1979